# Orji Okwonkwo
Orji Okwonkwo (Ciudad de Benín, Nigeria; 19 de enero de 1998) es un futbolista nigeriano. Juega de delantero y su equipo actual es el Cittadella de la Serie B, a préstamo desde el Bologna.

## Trayectoria
Okwonkwo fichó en el Bologna de Italia en agosto de 2016. Debutó en la Serie A el 20 de noviembre de 2016 ante el Palermo.
En sus siguientes años en el club, fue cedido a clubes del ascenso italiano y al Montreal Impact de la MLS.

## Selección nacional
Formó parte de la selección sub-17 de Nigeria que ganó la Copa Mundial de Fútbol Sub-17 de 2015.

## Estadísticas
Actualizado al último partido disputado el 5 de febrero de 2022
| Club                     | Div.          | Temporada     | Liga  | Liga  | Copas nacionales | Copas nacionales | Copas internacionales | Copas internacionales | Total | Total |
| Club                     | Div.          | Temporada     | Part. | Goles | Part.            | Goles            | Part.                 | Goles                 | Part. | Goles |
| ------------------------ | ------------- | ------------- | ----- | ----- | ---------------- | ---------------- | --------------------- | --------------------- | ----- | ----- |
| Bologna · Italia         | 1.ª           | 2016-17       | 9     | 0     | 2                | 0                | —                     | —                     | 11    | 0     |
| Bologna · Italia         | 1.ª           | 2017-18       | 10    | 3     | 0                | 0                | —                     | —                     | 10    | 3     |
| Bologna · Italia         | 1.ª           | 2018-19       | 8     | 0     | 1                | 0                | —                     | —                     | 9     | 0     |
| Bologna · Italia         | Total club    | Total club    | 27    | 3     | 3                | 0                | 0                     | 0                     | 30    | 3     |
| Brescia · Italia         | 2.ª           | 2017-18       | 13    | 1     | —                | —                | —                     | —                     | 13    | 1     |
| Brescia · Italia         | Total club    | Total club    | 13    | 1     | 0                | 0                | 0                     | 0                     | 13    | 1     |
| Montreal Impact · Canadá | 1.ª           | 2019          | 28    | 8     | 4                | 0                | —                     | —                     | 32    | 8     |
| Montreal Impact · Canadá | 1.ª           | 2020          | 15    | 1     | —                | —                | 3                     | 1                     | 18    | 2     |
| Montreal Impact · Canadá | Total club    | Total club    | 43    | 9     | 4                | 0                | 3                     | 1                     | 50    | 10    |
| Reggina · Italia         | 2.ª           | 2020-21       | 12    | 0     | 0                | 0                | —                     | —                     | 12    | 0     |
| Reggina · Italia         | Total club    | Total club    | 12    | 0     | 0                | 0                | 0                     | 0                     | 12    | 0     |
| Cittadella · Italia      | 2.ª           | 2021-22       | 20    | 7     | 1                | 0                | —                     | —                     | 21    | 7     |
| Cittadella · Italia      | Total club    | Total club    | 20    | 7     | 1                | 0                | 0                     | 0                     | 21    | 7     |
| Total carrera            | Total carrera | Total carrera | 115   | 20    | 8                | 0                | 3                     | 1                     | 126   | 21    |

## Palmarés

### Títulos nacionales
| Título                | Club            | País   | Año  |
| --------------------- | --------------- | ------ | ---- |
| Campeonato Canadiense | Montreal Impact | Canadá | 2019 |

### Títulos internacionales
| Título                        | Equipo                      | Sede  | Año  |
| ----------------------------- | --------------------------- | ----- | ---- |
| Copa Mundial de Fútbol Sub-17 | Selección sub-17 de Nigeria | Chile | 2015 |